# Fernando Figueredo
Fernando Figueredo Socarrás (Puerto Príncipe, Camagüey, 9 de febrero de 1846 - La Habana, 13 de abril de 1929) fue un ingeniero, militar e historiador cubano. Fue General de Brigada (Brigadier) del Ejército Mambí.

## Orígenes y primeros años
Fernando Figueredo Socarrás nació en la ciudad de Puerto Príncipe, Camagüey, Cuba, el 9 de febrero de 1846. 
Hijo del matrimonio conformado por Don Bernardo Antonio Figueredo Téllez y Doña Tomasa Socarrás Varona. Su padre era un terrateniente rico. 
Años después, la familia se radicó en la ciudad de Bayamo. Entre 1862 y 1864, residió en La Habana. Posteriormente, marchó a los Estados Unidos, para estudiar Ingeniería Civil. 

## Guerra de los Diez Años
El 10 de octubre de 1868 estalló la Guerra de los Diez Años (1868-1878), primera guerra por la independencia de Cuba. 
Fernando Figueredo se hallaba en los Estados Unidos cuando ocurre este hecho, pero inmediatamente, decide regresar a Cuba y se une a las tropas independentistas cubanas durante la Toma de Bayamo. 
Fiel amigo de Carlos Manuel de Céspedes, iniciador de la guerra y primer presidente de la República de Cuba en Armas, Figueredo ocupó varios cargos importantes en el gobierno independentista cubano. Entre ellos, fue secretario de Céspedes. 
Se casó con la joven Juana Antúnez Antúnez, el 3 de noviembre de 1873, en plena guerra. Con ella, tuvo nueve hijos. 
Tras la destitución de Céspedes, a fines de 1873, Figueredo fue designado Jefe de Estado Mayor del Mayor general Manuel de Jesús Calvar. Posteriormente, fue secretario de gabinete del presidente Juan Bautista Spotorno y luego perteneció a la Cámara de Representantes. 
El 10 de febrero de 1878, algunos oficiales cubanos firmaron con España el Pacto del Zanjón, que puso fin a la guerra, sin reconocer la independencia de Cuba. El Coronel Figueredo se opuso fervientemente a dicho pacto y fue uno de los principales oficiales que apoyaron a Antonio Maceo, en la Protesta de Baraguá, el 15 de marzo de 1878.

## Tregua Fecunda y Guerra Necesaria
Al ser imposible continuar la guerra bajo las condiciones existentes, Figueredo marcha al exilio en República Dominicana. 
En 1881, se estableció en Cayo Hueso, Florida, Estados Unidos. Impartió conferencias sobre la Guerra de los Diez Años entre 1882 y 1885. Posteriormente, dichas conferencias fueron resumidas en el libro “La Revolución de Yara”. 
Gran amigo de José Martí, Figueredo fungió como subdelegado del Partido Revolucionario Cubano en la ciudad de Tampa, durante la Guerra Necesaria (1895-1898), tercera guerra por la independencia de Cuba. 

## Últimos años y muerte
Tras el fin de la guerra y el establecimiento de la República, Fernando Figueredo ocupó los cargos públicos de “Director General de Investigaciones”, “Interventor General del Estado” y “Tesorero General de la República”. Se destacó por su honestidad. 
Miembro de la Academia de la Historia de Cuba, fungió como historiador en los años finales de su vida. Falleció de causas naturales en La Habana, el 13 de abril de 1929, a los 83 años de edad. 
- Datos: Q60040448